# Chaca burmensis
Chaca burmensis és una espècie de peix de la família dels càcids i de l'ordre dels siluriformes.

## Morfologia
- Els mascles poden assolir 20 cm de longitud total.[5][6]

## Hàbitat
És un peix d'aigua dolça i de clima tropical.

## Distribució geogràfica
Es troba a Àsia: Myanmar.